# 芦溪镇 (三台县)
芦溪镇，是中华人民共和国四川省绵阳市三台县下辖的一个乡镇级行政单位。2019年12月，撤销花园镇，将其所属行政区域划归芦溪镇管辖，芦溪镇人民政府驻芦花干道西段40号。

## 行政区划
芦溪镇下辖以下地区：
中街社区、南街社区、新街社区、富民街社区、南外街社区、建设街社区、商业街社区、大路坡社区、临江村、广华寺村、尖山村、四兴村、福星村、五香村、群星村、石河村、芦溪村、永强村、兴相村、永凤村、五柏村、玉星村、清河村、松林村、鹤林村、卷林村、两河村、四河村、三桥村、王家桥村、姚江村、金台村、大房村、五筒村、青玉村、金华村、老安村和清平村。